# 赤外線銀河

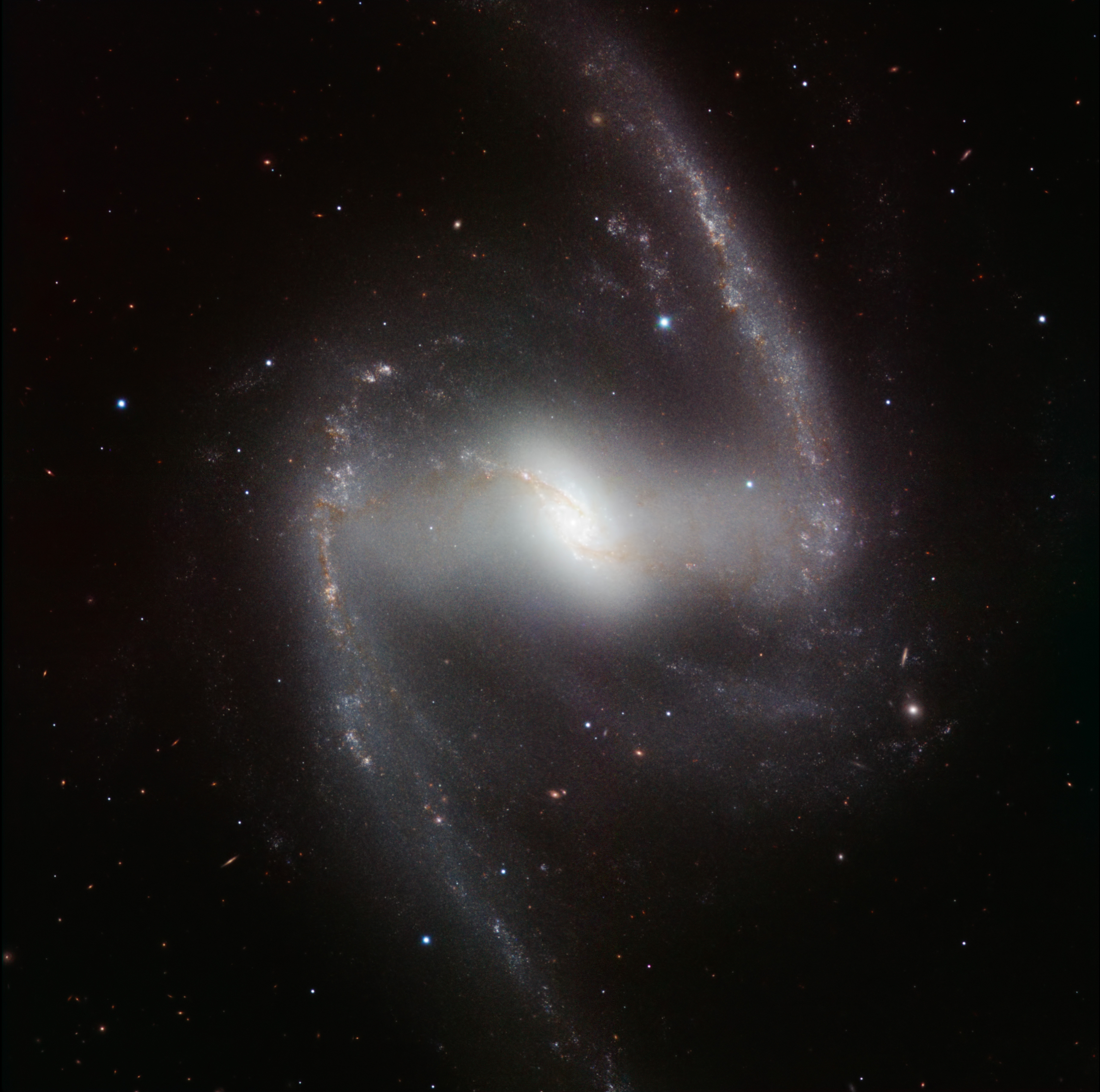
NGC 1365
赤外線光度 10^{11.0}の赤外線銀河

赤外線銀河（せきがいせんぎんが、infrared galaxy）とは、銀河の内部からのエネルギーにより銀河の星間ガスや塵が暖められ、それが赤外線を強く再放射している銀河である。エネルギーのほとんどを赤外線で放射しており、赤外線（8-1000μm）の光度（luminosity）が太陽の1011倍（しばしば1011{\displaystyle L}{\displaystyle _{\odot }}と表記される）以上のものを高光度赤外線銀河(LIRG)といい、1012倍以上のものは特に超高光度赤外線銀河（ULIRG、ultra luminous infrared galaxy）と呼ばれる。1013倍以上のものをHLIGR又はHyLIGと呼ぶ。赤外線銀河は星や銀河の生成・発達と密接に関係があると考えられている。

## 特徴

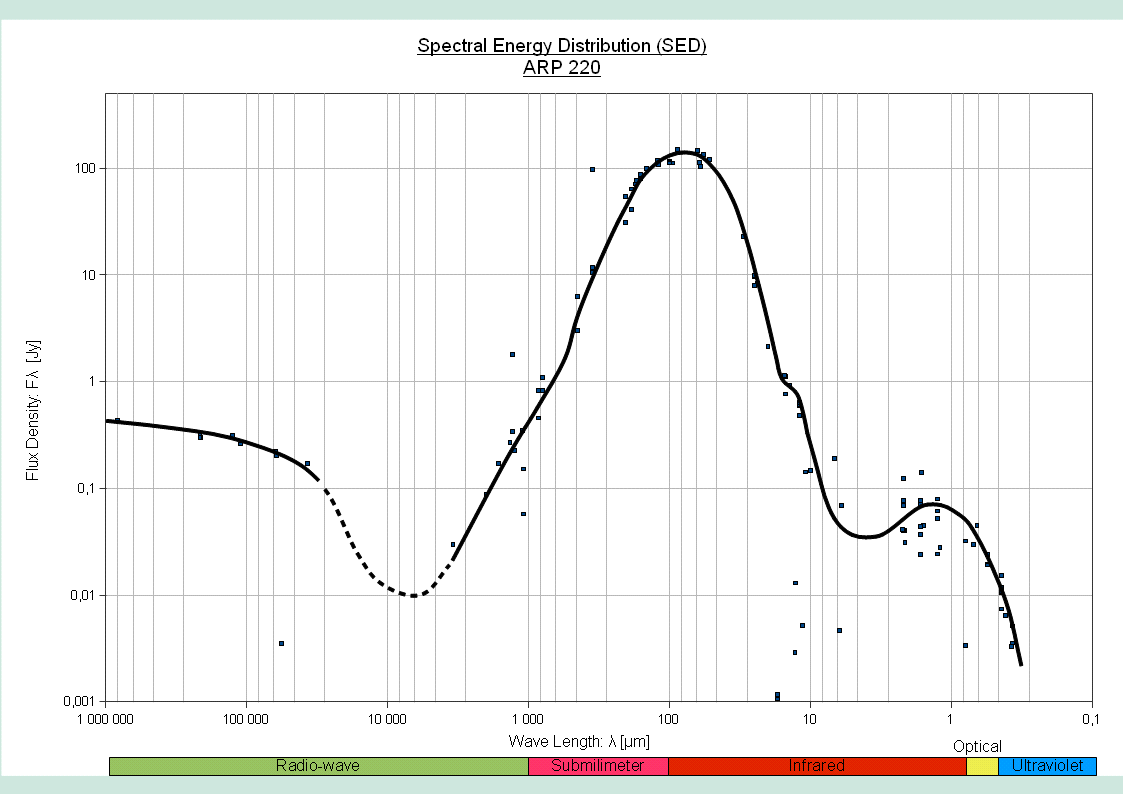
超高光度赤外線銀河 Arp220 の放射エネルギー分布

その名が表す通りに、赤外線で強く輝いていることが最大の特徴である。可視光で輝いている通常の銀河の場合は赤外線による発光は弱い。従来から可視光で観測されてきた天の川銀河近傍の天体で、1011{\displaystyle L}{\displaystyle _{\odot }}より大きい赤外線光度をもつものはまれである。以前から知られていたセイファート銀河やスターバースト銀河の中には赤外線でも強く輝いているものがあるが、それでも、可視光で輝いている銀河で、赤外線の光度が1011.5{\displaystyle L}{\displaystyle _{\odot }}より大きいものはほとんどない。波長ごとの放射流束（flux）を比較すると、全体の赤外線光度が大きくなるほどf60/f100（波長100μmの放射流束に対する波長60μmの放射流束の比）が大きく、f12/f25が小さくなる傾向がある。これらの波長ごとの比は、直感的に言えば発光源の色味を示す。また、波長の短いものの放射流束の率が高いということは、より暖かい色である（またはより"青い"）ことを示す。実際に放射エネルギーの連続スペクトルグラフを描くと、100μmから60μmの付近にピークがある。
赤外線による発光が比較的強い銀河のうち、赤外線強度が109{\displaystyle L}{\displaystyle _{\odot }}より小さい銀河はEまたはS0の形態つまり楕円銀河であることが多く、1010-1011{\displaystyle L}{\displaystyle _{\odot }}の銀河は多くが渦巻銀河（SbやSc）である。赤外線銀河、つまり1011{\displaystyle L}{\displaystyle _{\odot }}より赤外線強度が高いものについては、形態が確認できないほど遠方にあることも多いが、形態が確認できるものについては、複数の銀河が衝突(合体)しつつあるか、そうでなくても不規則な形態をもつものが多い。超高光度赤外線銀河については、そのほとんどには衝突との関連が認められる。衝突した銀河かどうかは、その可視光による形態から明らかなこともあるし、様々な波長域の観察により核が複数あることからも分かることもある。超高光度銀河について調査した結果によれば、核と核の距離は10キロパーセク以内にあることが多く、離れていても数10キロパーセク程度である。
赤外線銀河の赤外線強度と可視光による銀河の分類を比べることのできるものについては、赤外線強度が強いグループになるほど、その中でのセイファート銀河の割合が増える。赤外線強度が1010-1011{\displaystyle L}{\displaystyle _{\odot }}の銀河のうち、セイファート銀河の占める割合は数パーセントだが、1012.3{\displaystyle L}{\displaystyle _{\odot }}より大きいものの中では、半数弱をセイファート銀河が占める。ライナー型銀河の割合は約3割で、赤外線強度との関係は見られない。残りはスターバースト銀河で、赤外線強度が強いものになるほど、その中で占める割合が少なくなっている。
|                                                 |                                                 | 赤外線での明るさ log({\displaystyle L_{ir}} /{\displaystyle L}{\displaystyle _{\odot }} ） |           |     |     |
| 10.5 - 10.99                                    | 11.0 - 11.49                                    | 11.5 - 11.99                                                                               | 12 - 12.5 |     |     |
| サンプル数                                      | サンプル数                                      | 50                                                                                         | 50        | 30  | 40  |
| 形態上の特徴                                    | 合体                                            | 12%                                                                                        | 32%       | 66% | 95% |
| 形態上の特徴                                    | 接近                                            | 21%                                                                                        | 36%       | 14% | 0%  |
| 形態上の特徴                                    | 単体（?）                                       | 67%                                                                                        | 32%       | 20% | 5%  |
| 核同士の距離の平均（複数の核を持つ物のみ）(kpc) | 核同士の距離の平均（複数の核を持つ物のみ）(kpc) | 36                                                                                         | 27        | 6.4 | 1.2 |
| スペクトル上の特徴                              | セイファート                                    | 7%                                                                                         | 10%       | 17% | 34% |
| スペクトル上の特徴                              | ライナー                                        | 28%                                                                                        | 32%       | 34% | 38% |
| スペクトル上の特徴                              | スターバースト                                  | 65%                                                                                        | 58%       | 49% | 28% |

赤外線銀河は大量のガスを含む。中心部の水素分子密度が、天の川銀河のそれに比べて数十 - 数百倍ある。単純な円運動だけでなく、乱気流をなして激しく運動していることが観測される。ミラベルらが遠赤外線の光度が 2×1010{\displaystyle L}{\displaystyle _{\odot }}より大きい銀河について調べた報告によれば、太陽質量の5×108から 3×1010倍の質量の水素原子を含む。ただし、水素原子の量と遠赤外線光度の間に明確な関係はない。水素分子は単離水素より存在量が多く、1-30×109{\displaystyle M}{\displaystyle _{\odot }}ほど存在する。これは天の川銀河の7-20倍の量に当たる。また、その大量の分子ガスのために、新しい星が多く生まれている。天の川の銀河系では、1年間に太陽の質量1ヶ分程度の新しい星が生まれているのに対し、例えば、典型的な超高光度銀河の周辺部では合計して太陽質量の10-20倍、中心部では太陽質量の50-80倍もの量の新しい星が生まれている。
宇宙には誘導放出によってマイクロ波を発している天体がある。特に赤外線銀河の中には、天の川銀河内に見られるOHメーザー（水酸基がメーザー媒質になっている天然メーザー）と比べて106倍もの強さのマイクロ波を発しているOHメーザーが存在することが知られている。このような強力な天然メーザーはメガメーザーと呼ばれる。1982年、超高光度赤外線銀河のArp 220(IC4553)内にメガメーザーが発見されて以来、多くのメガメーザーが見つけられている。メガメーザーの多くは、赤外線光度が2×1011{\displaystyle L}{\displaystyle _{\odot }}より大きく、f60/f100が0.75-1.2の赤外線銀河に見つかっている。銀河の中では、星間ダストから放射される赤外線によって水酸基が励起され、そのエネルギーがマイクロ波として誘導放出されているものと考えられている。

## 研究の歴史

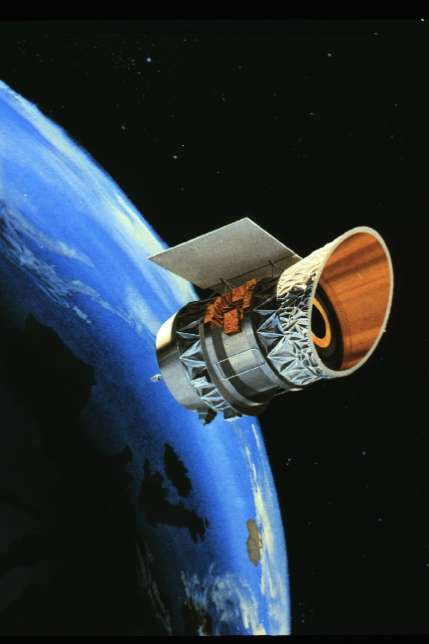
IRAS
アメリカ・オランダ・イギリスの共同プロジェクトによる赤外線観測衛星。多数の赤外線銀河を発見した。

赤外線による天体の観測は、1800年にウィリアム・ハーシェルが赤外線を発見したことに始まる。ハーシェルは太陽光線の中に赤外線を発見したのである。しかし、感度の良い赤外線検出器がなかったため、しばらくの間は惑星や明るい恒星の赤外線を検出することにとどまっていた。しかし、1961年、フランク・J・ローが従来の検出器より桁違いに感度の良いゲルマニウムボロメータを開発する。そして、その後さまざまな材料を利用した性能の良い検出器が開発された。1980年代になると、この検出器を並べて、観測結果を2次元イメージで記録することができるアレイ検出器が開発され、これは赤外線天文衛星にも搭載されるようになった。1983年のIRASでは62個の検出素子を並べたアレイ検出器が用いられ、2006年の赤外線天文衛星あかり（日本）では、256×256および512×412のアレイ検出器が用いられている。
一方、赤外線で掃天観測する試みは1960年代半ばから行われ、ウィルソン山天文台で方鉛鉱を用いた赤外線検出器で全天の約75%の掃天を行ったのが始めである。この時、可視光線ではほとんど見えないが、赤外線で輝く比較的温度の低い恒星を数多く発見した。その後、様々な観測により、我々の銀河系を含む多くの銀河の中心、クェーサーや活動銀河が赤外線を強く発していることも発見された。
地上の望遠鏡からの観測に加えて、弾道飛行をするロケット、気球、飛行機などによる高高度での赤外線による観測も行われた。地上からの観測をする場合、大気中の水蒸気が宇宙からの赤外線を吸収するし、大気自身も赤外線を発しているので、観測の邪魔になるからである。10μm付近の波長は大気を通過してくる（大気の窓）のだが、25μmから600μmの波長域は地上から観測できない。
さらに効果的な観測をするために、1970年代には地球周回軌道に赤外線観測機器を置くことが検討されるようになる。1983年にはアメリカ、オランダ、イギリスの共同計画としてIRASが打ち上げられ、1983年1月25日から11月22日までの約10か月の活動期間の間に赤外線銀河を含むさまざまな赤外線発生源を多数発見した。この観測結果のうち、赤外線銀河に関するものは、例えば、RGBSサンプル（THE IRAS REVISED BRIGHT GALAXY SAMPLE）としてまとめられている。その後、1995年のISO（欧州宇宙機関）などのさまざまな赤外線観測衛星が打ち上げられ、赤外線銀河についても観測が続けられている。日本でも2006年にあかり（ASTRO-F, JAXA）を打ち上げ、2011年まで観測を行った。
赤外線の放射に特徴があるとはいえ、赤外線銀河の観測は赤外線のみならずさまざまな波長の電磁波をつかって行われている。例えば、スピッツァー宇宙望遠鏡に関連したプロジェクトとして、銀河近傍にある202のさまざまなタイプの赤外線銀河および超高光度赤外線銀河を選び、スピッツァー宇宙望遠鏡（赤外線）、チャンドラ（X線）、ハッブル宇宙望遠鏡（可視光、赤外線、紫外線）、GALEX（紫外線）、その他地上望遠鏡を使用した総合的な観測結果が集められ、GOALSサンプルとしてまとめられている。

## 赤外線発生のしくみ
赤外線銀河の研究において最も重要なテーマは、赤外線のエネルギー源とそのエネルギーが赤外線として放射されるメカニズムを特定することである。観測される赤外線そのものは分子ガスや星間ダストから発せられていることは確かで、1970年代の初期には、すでに赤外線が星間ダストの熱放射であることが提唱されていた。問題は、分子ガスや星間ダストを暖めるエネルギー源が何なのか、ということである。エネルギー源として考えられているものは2つあり、ひとつはスターバーストとよばれる新しい星の生成過程が盛んに進行している状態である。もうひとつは銀河の中心にある巨大ブラックホール（活動銀河核またはAGN）の働きによるものである。赤外線放射モデルを検討した結果によれば、100 - 200μmの放射は通常の星によって暖められたダストからの放射赤外線であり、赤外線銀河に放射エネルギー強度のピークが見られる60μm付近の放射は、スターバーストにより暖められたダストによるものである。セイファート銀河の高温部などにピークが観察される25μmあたりの放射は、活動銀河核（AGN）が直接ダストを暖めているものによると考えられている。
赤外線光度の低い赤外線銀河の場合は、おもに星生成（スターバースト）がおもな エネルギー源とされている。赤外線光度が大きくなるに従いAGNが存在する割合が大きくなり、超高光度赤外線銀河の場合にはAGNの寄与が大きいと考えられている。これは、多くの超高光度赤外線銀河の場合に、(1) 可視光でAGNの特徴が観測できる、(2) 赤外線放射が核に集中して温度も高い、(3) 星生成過程だけでは放射エネルギーの強さを説明できない、という理由による。
いずれの場合にしても、複数の銀河が接近し、衝突・合体する過程が赤外線の放射と関係していることは確からしい。銀河の分子ガスやダストは通常の状態では、安定した軌道を描いて運動しながら銀河内に分布している。そして、銀河同士が近づくと、その相互作用の影響で分子ガス・ダストがかき乱され、濃度の高いところが生じる。濃度の高い領域では多くの星が生成される。または、軌道を乱された分子ガス・ダストは角運動量を失い銀河の中心に落ち込んで行く。そのため、通常より多くの物質が流れ込むので、スターバーストにしろ、AGNにしろ、銀河中心付近でその活動がより盛んになる。このようにして発生したエネルギーで、銀河の分子ガス・ダストが暖められ、それが赤外線を再放射するのである。

### エネルギー源の特定
星生成過程から発せられる光と、AGNから発せられる光では、発生の仕組みが違うので輝線強度比を観測すれば容易に区別できる。しかし、これはAGNからの可視光線が直接観測できればそこにAGNが存在することがわかるというだけで、可視光線による分光観測でAGNの特徴が見られないからといって、そこにAGNが無いとは限らない。AGNがダストに埋もれていればAGNからの可視光線が観測できないので、AGNの特徴を示さないからである。特に超高光度赤外線銀河の場合はエネルギー源と目される核が大きく、しかもダストに隠されていることが多いので、そこで何が起こっているか特定するのは難しい。しかし、対象の赤外線銀河のエネルギー源は、放射されている赤外線のスペクトルや他の波長域の電磁波のスペクトルを調べることによって推測することができる。例えば、次のような方法がある。
それは星間に存在するPAH（芳香族炭化水素）からの放射を利用する方法である。通常の星生成領域では、星からの紫外線によりPAHが励起され、いくつかの特定の波長の赤外線を放射する。その中でも、特に波長3.3μmの赤外線は星間ダストの中をよく通過するので、この波長を観測することにより星の生成が起こっているらしいことが分かる。一方でAGNの場合、そこでは紫外線も放射されているが、強力なX線も放射されているので、X線によりPAHが破壊されてしまう。AGNから離れたところではX線が到達しないが、その領域では紫外線も到達ないためPAHが励起しない。つまりAGNの周りではPAHが励起する機会が無く、そのため特定の赤外線を放射していない。波長3.3μmで観測した場合、この波長でピークが観察できれば、それは星生成が行われていることが推測され、このピークがなければAGNがエネルギー源となっていることが推測される。
ただし、例えば、シリケイト系星間ダストは波長9.7μmをよく吸収するが、この吸収が顕著に現れた場合、波長3.3μmあたりの部分が取り残されてピークのように見える場合がある。このようになると、星生成が起こっているのか、AGNが活動しているか紛らわしい。このような場合もあるので、波長3.3μmの観測によるだけで確実に決定できるわけではない。赤外線の他の波長域、あるいはX線や電波など、他の波長域の観測結果も合わせて検証される。

## 宇宙や銀河の歴史と赤外線銀河

宇宙の発達のイメージ
赤外線銀河は銀河や星の生成・発達に関係があるらしい。

マーフィらの結論によれば、複数の銀河の衝突・一体化が進む課程のなかで、銀河の光度は一定でない。衝突初期の段階と一体化の末期の段階で明るく輝き、超高光度赤外線銀河の光度に達する。しかし、その間の長い期間では比較的光度が低く、赤外線銀河の光度で輝く。一体化の最初の段階では、おそらくディスクの内側部分のガスが銀河の中心に落ち込み、強く輝くのである。銀河中心の活動が盛んになると、外側への圧力が強まり、銀河中心へのガスの供給が止まる。その後、一体化が十分進んだ後、残ったガスの量が十分であるか、または随伴銀河が飲み込まれることで、再度銀河中心へのガスの供給が始まり、超高光度赤外線銀河として輝くことになるのである。
超高光度赤外線銀河は、その後楕円銀河に発達するといわれている。これは、楕円銀河もやはり銀河同士の衝突・一体化によっ形成されたということが考えられているからである。超高光度赤外線銀河と楕円銀河を比較すると、楕円銀河の中でも、中型サイズで回転している（小さな核をもち、扁平な形状のもの）種類の楕円銀河とよく似た特徴を持つ。そのため、超高光度赤外線銀河はこの種類の楕円銀河へ発達していくと考えられる。あるいは超高光度赤外線銀河は、その後クエーサーに発達するとも言われている。超高光度赤外線銀河の中にしばしば見つかるAGNの中には、クエーサーに匹敵するエネルギーを発しているものがある。そのため、例えば内部からの放射の圧力や、超新星風で銀河の周辺のガスやダストが吹き飛ばされると、それがクエーサーとして観察されるのかもしれない、という推定が根拠になっている。しかし、クエーサーと超高光度赤外線銀河を比較すると超高光度赤外線銀河はサイズが小さく、銀河内の物質の速度分布が異なり、超高光度赤外線銀が発達してもクエーサーにはなりそうにはなく、むしろ超高光度赤外線銀河は硬X線銀河や、X線を発する早期型銀河に似た特徴を持っている。
遠方の赤外線銀河を観測することで、昔の宇宙の状態を推し量ることができる。昔の宇宙では星の生成がいまより盛んだったらしい。エルバスらの研究によれば、赤方偏移の量でz
{\displaystyle \approx }1(約76億年前の宇宙に当たる)あたりでは、銀河からの赤外線放射のうち、波長15μmのところで赤外線銀河・超高光度赤外線銀河の寄与は60%であり、またAGNの寄与は17%程度である。当時は、現在の宇宙において赤外線銀河が発する赤外線の密度の40倍以上の密度で赤外線が発せられており、また、新しい星も100/{\displaystyle M}{\displaystyle _{\odot }} /年程度の割合で生まれていたらしい。z{\displaystyle \approx }2(約100億年前の宇宙)より大きい範囲でも同様に、星生成が盛んに行われていたらしい。

## 主な赤外線銀河

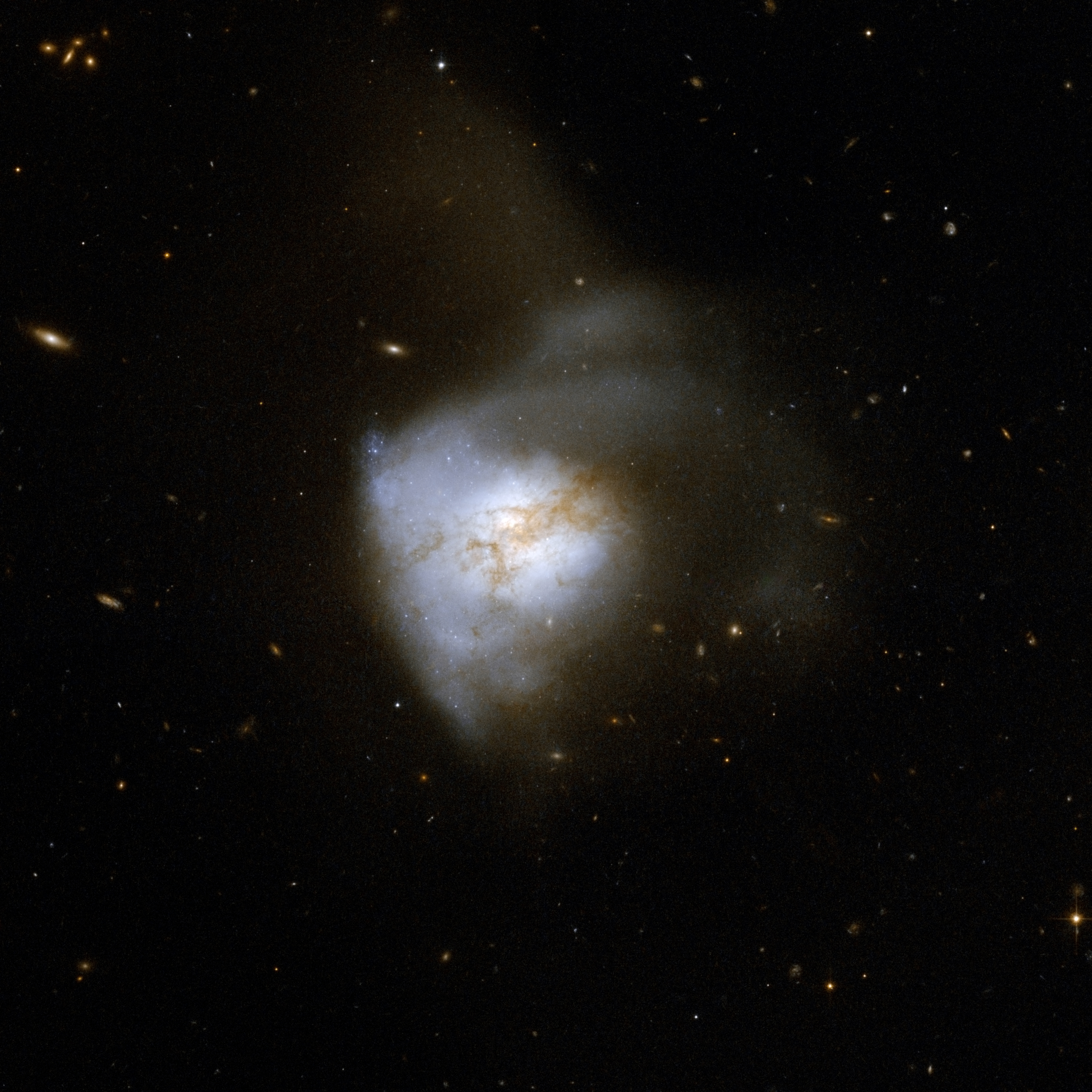
Apr220

NGC 4418

- Arp 220

天文学者ホハルトン・アープが1966年に発表した特異銀河のカタログ『Atlas of Peculiar Galaxies』の220番目の銀河である。IRAS以前にも、電波を比較的強く発していることか知られていた。しかし、IRASの観測で赤外線を非常に強く放射していることが分かり、注目されるようになった。可視光ではかすかに二重の渦巻きのようなものが観測されることに加え、さまざまな波長により観察されるその形態や2つの核から、2つの銀河が合体しつつある状態と従来から考えられていたが、近年では4つないしそれ以上の銀河が合体した結果ではないかとも言われている。銀河系に最も近い超高光度赤外線銀河で（z=0.018、77 Mpc)、光度の95%以上を赤外線で放射しており、その明るさは太陽の約1.3×1012倍。また、X線による観測結果から、Arp 220は活動銀河核を持っており、放射される赤外線の大きな部分が活動銀河核からのエネルギーに由来していると言われる。

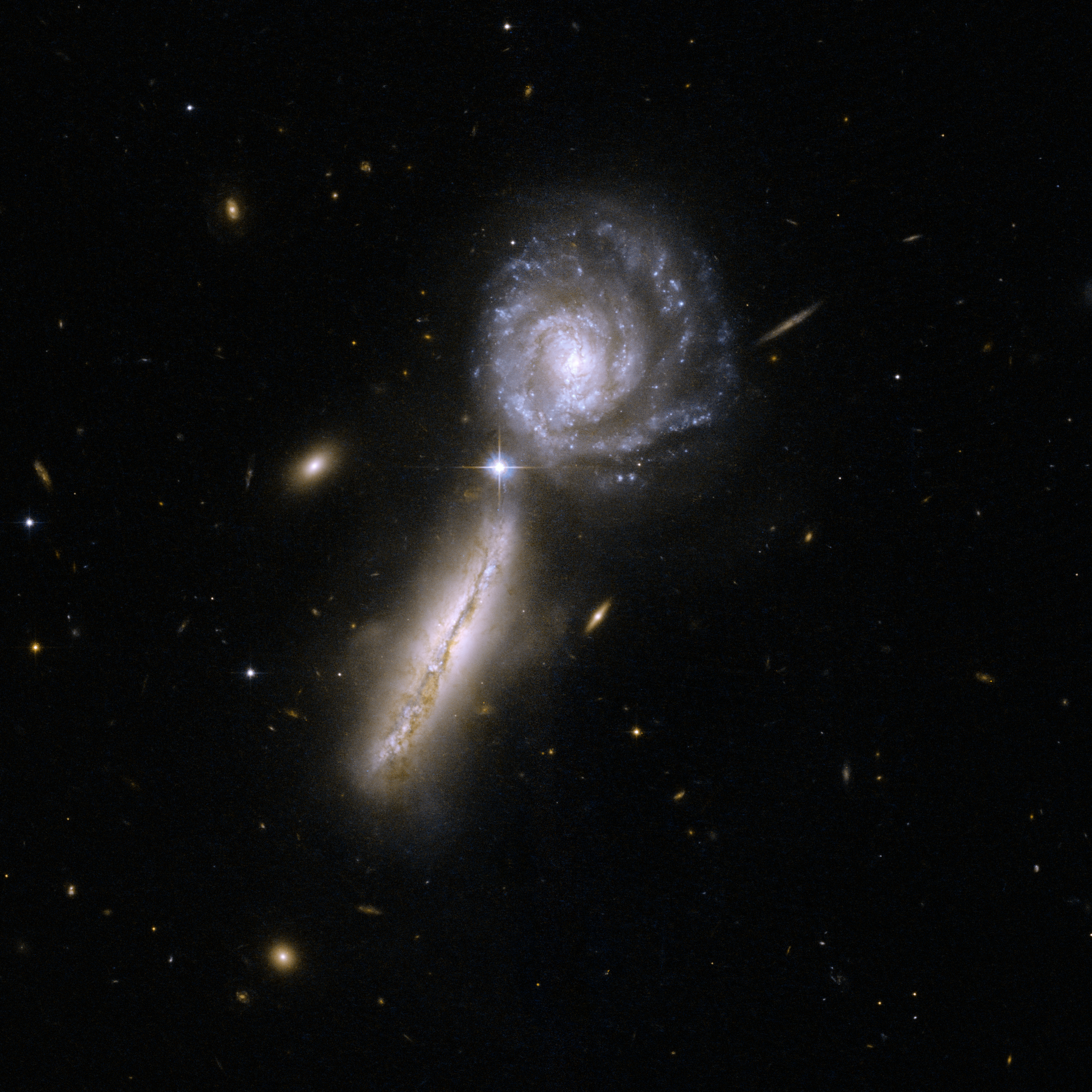
VV340

- VV340

2つの渦巻銀河のペア（以下、横を向いている方を VV340N 、渦巻きが見える方を VV340S と記す）で、互いに接近しつつある段階にある。赤外線光度は1011.67{\displaystyle L}{\displaystyle _{\odot }}。ただし、VV340S単独の赤外線光度は1010.71{\displaystyle L}{\displaystyle _{\odot }}で、こちらは赤外線銀河の分類には入らない。紫外線の観測から、VV340全体としてスターバースト銀河の特徴を備えているが、生まれつつある星の集団の9割以上はVV340Nに見つかる。また、VV340Nは厚いダストに覆われているため紫外線による発光は弱い。X線による観測から、どちらの銀河も2つの核を持っており、特にVV340Nには活動銀河核があることが分かっている。つまり、VV340の2つの銀河はどちらも合体がすすんでいる銀河であるが、合体の結果が違う様子を見せ、それらの合体銀河同士がさらに合体しつつある状態にあるのである。
- NGC 4418

9.7μmのシリケイトの吸収が強く出ていることでよく知られている。赤外線光度は1011.08{\displaystyle L}{\displaystyle _{\odot }}。セイファート銀河に似たスペクトルを持っている。ガスやダストで深く覆われており、PAHの輝線がはっきり確認されていない。また、近赤外線で観測しても、生まれつつある星のクラスターを観測することができず、AGNを特徴づける小さな核も観察できないので、発光のエネルギー源が特定できない。中・遠赤外線は差し渡し80パーセクより小さい範囲から発せられている。

ギャラリー・赤外線銀河
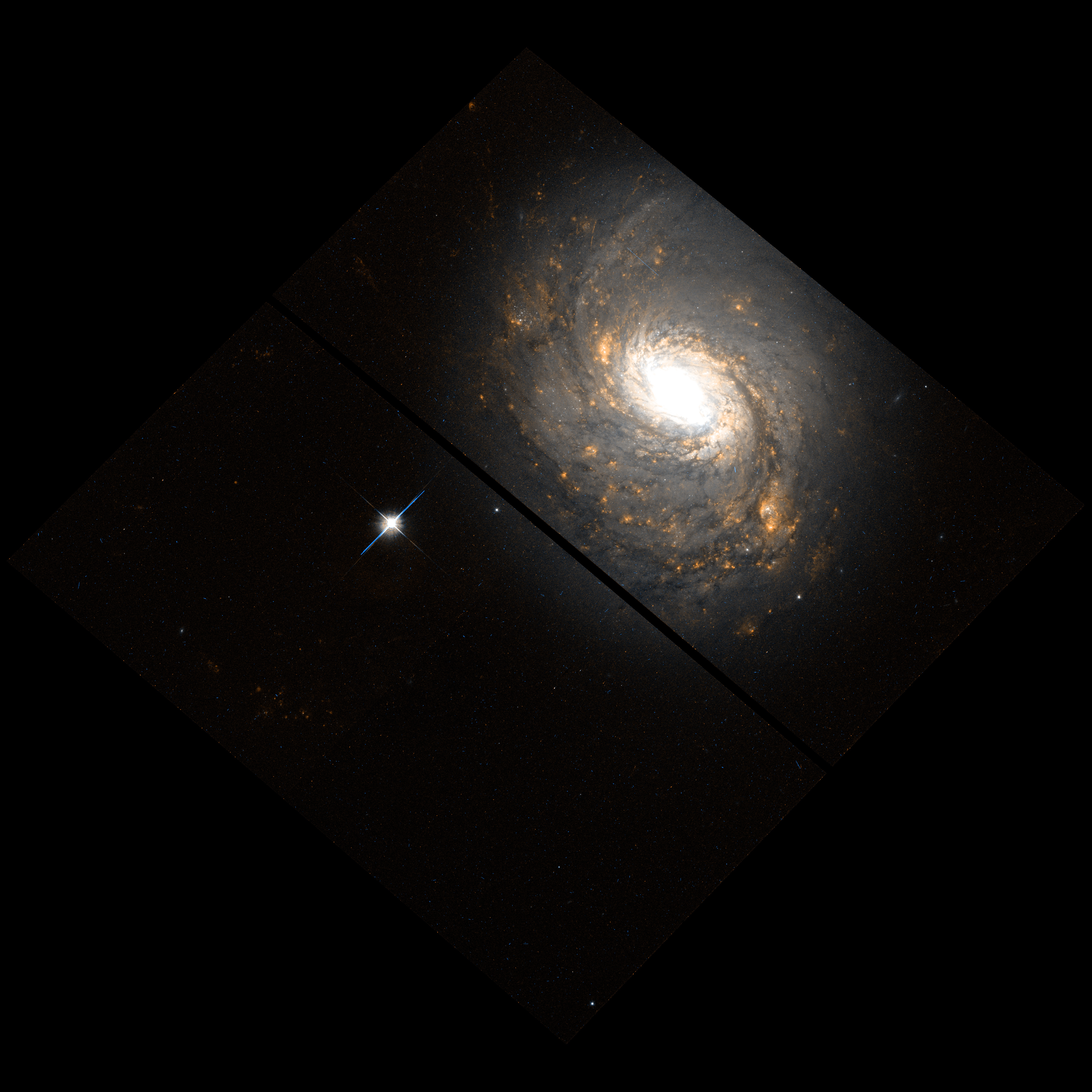
NGC1068（1011.27{\displaystyle L}{\displaystyle _{\odot }}）
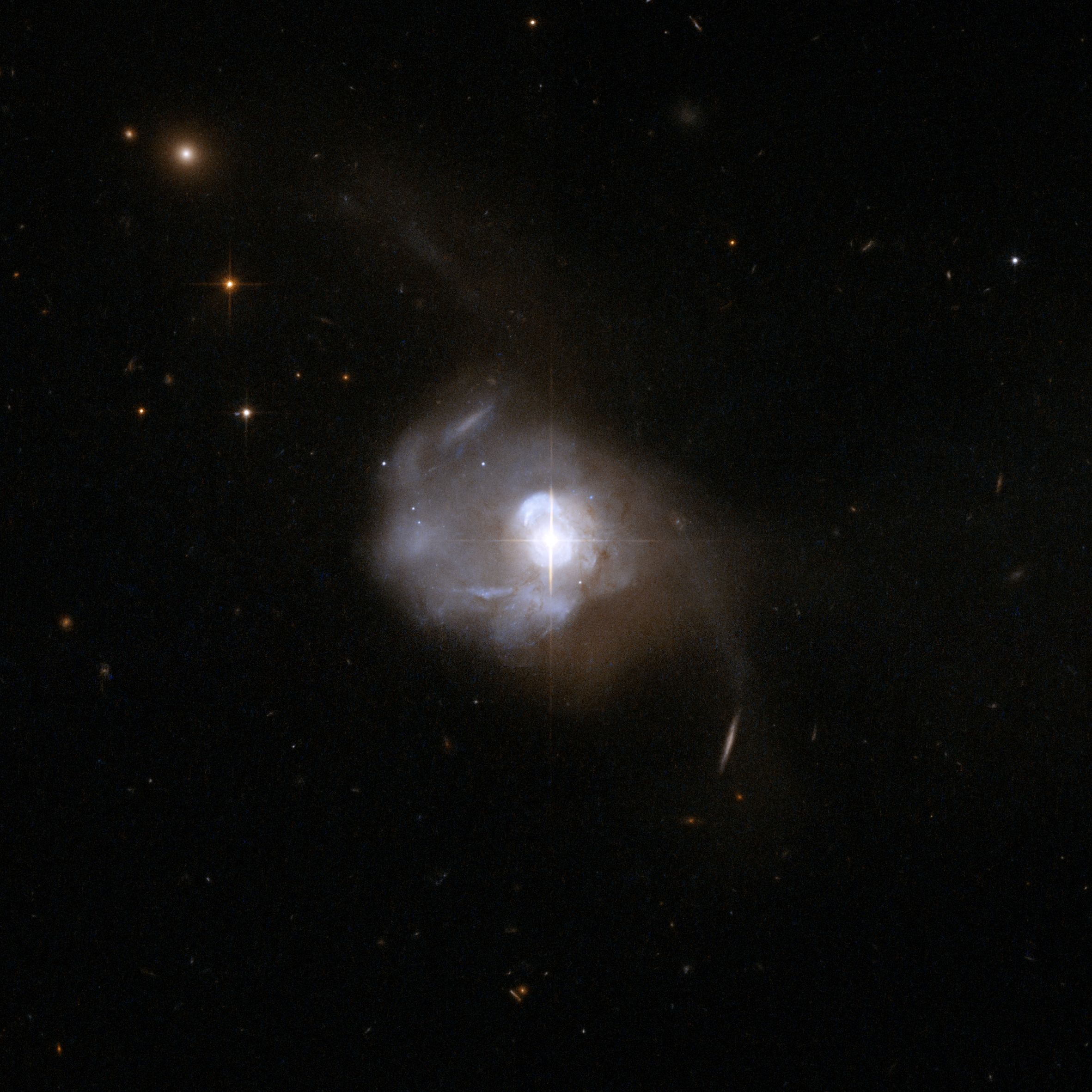
Mrk 231（1012,51{\displaystyle L}{\displaystyle _{\odot }}）
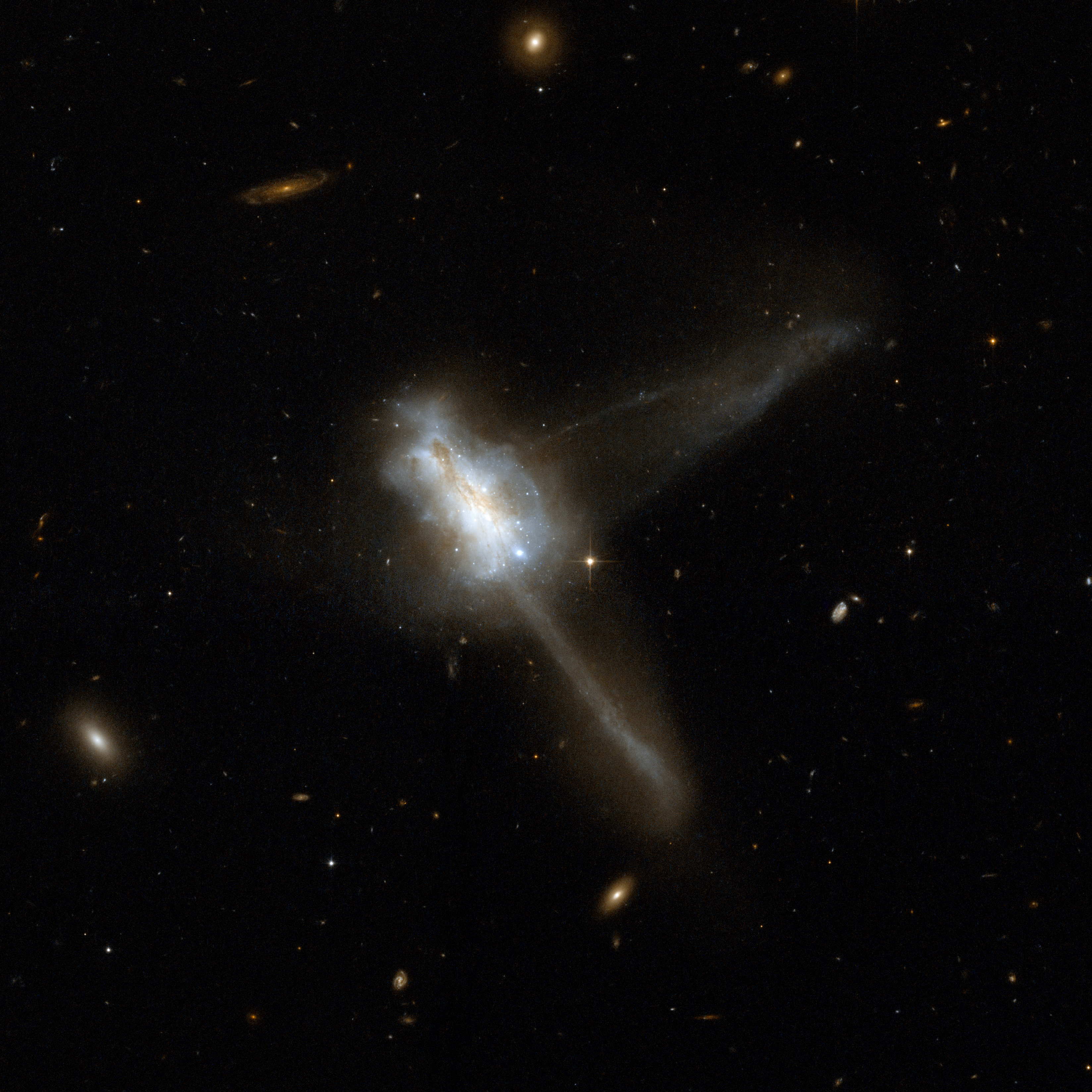
Apr 193(1011,67{\displaystyle L}{\displaystyle _{\odot }}）
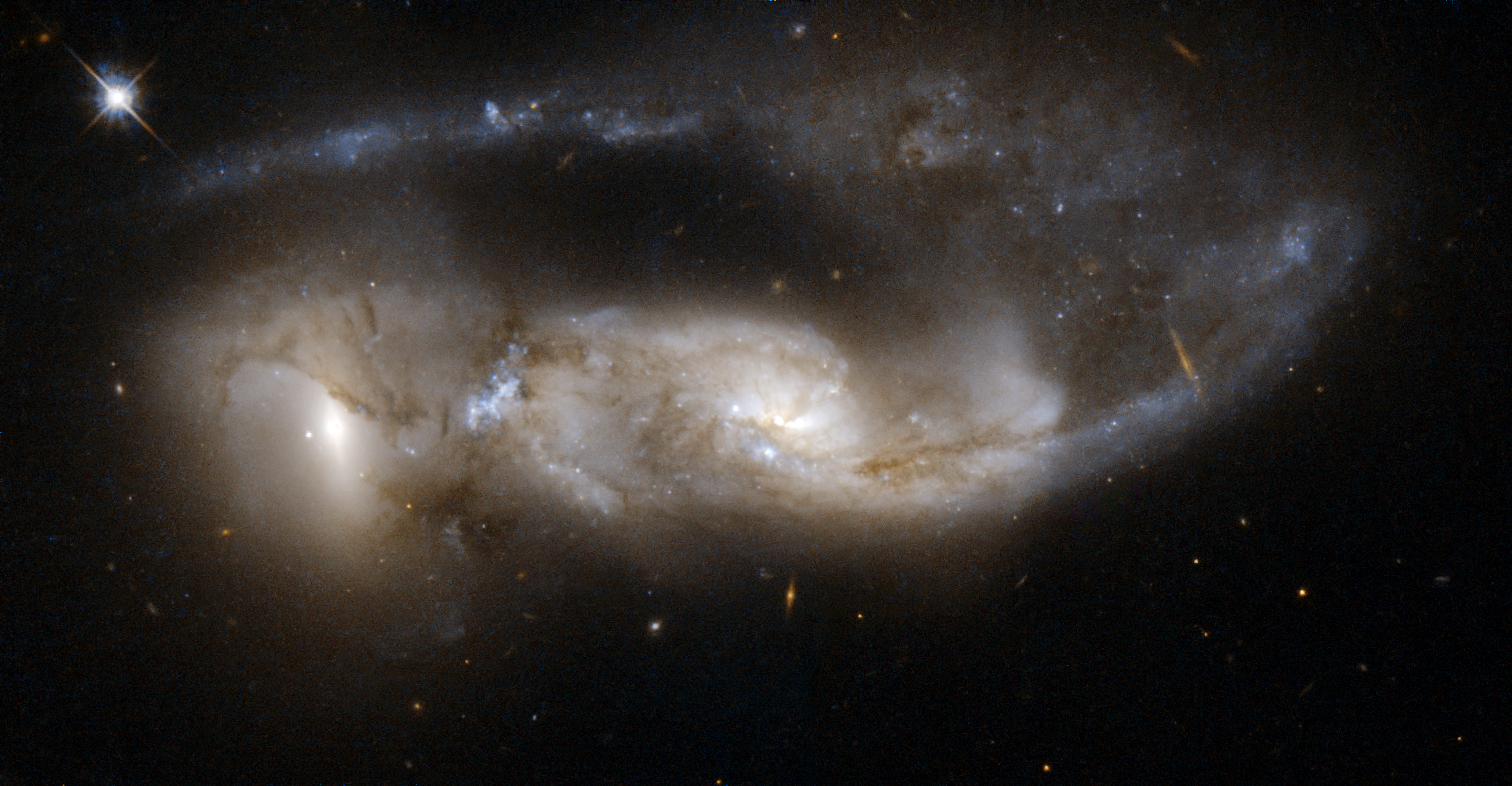
NGC 6621(1011,23{\displaystyle L}{\displaystyle _{\odot }}）
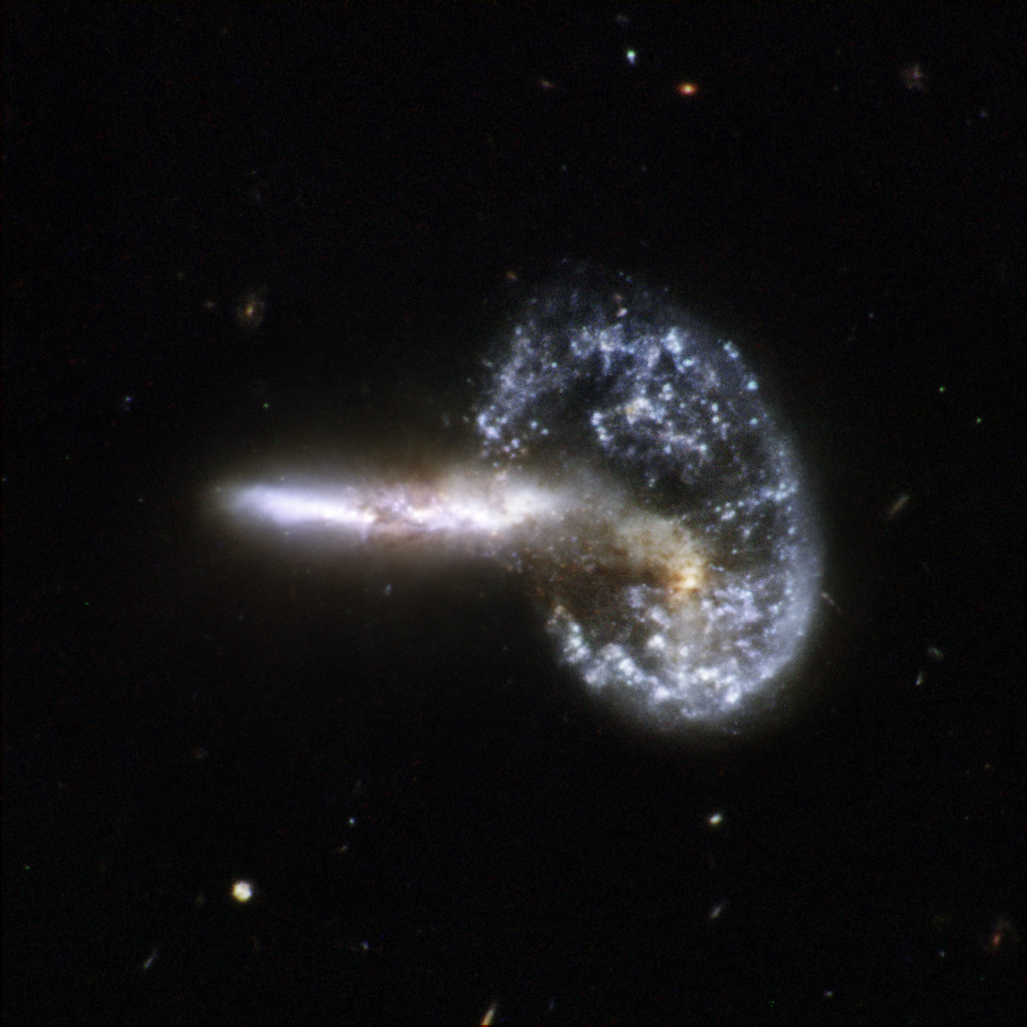
Arp 148(1011,61{\displaystyle L}{\displaystyle _{\odot }}）
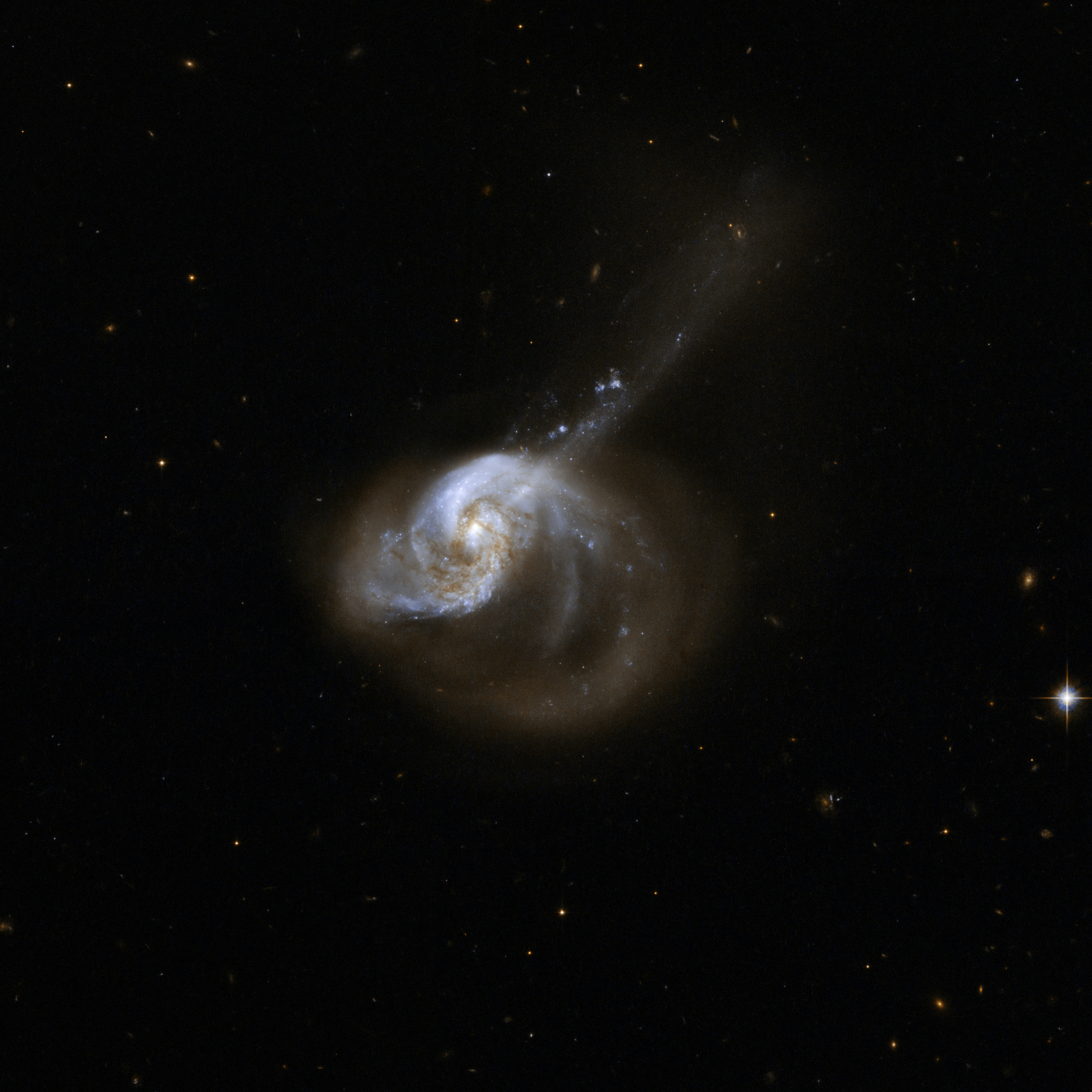
NGC 1614(1011,60{\displaystyle L}{\displaystyle _{\odot }}）
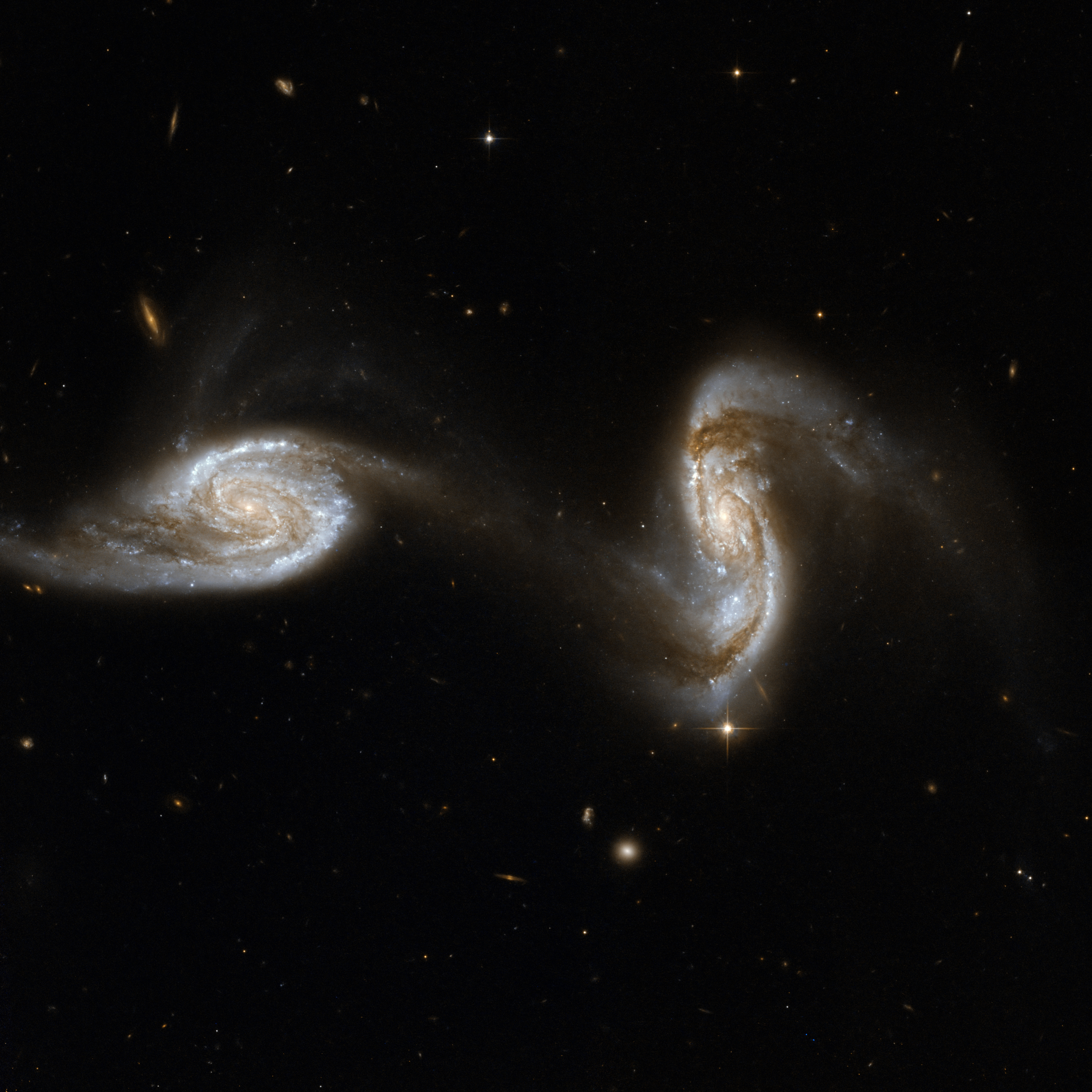
NGC 5257/58(1011,55{\displaystyle L}{\displaystyle _{\odot }}）
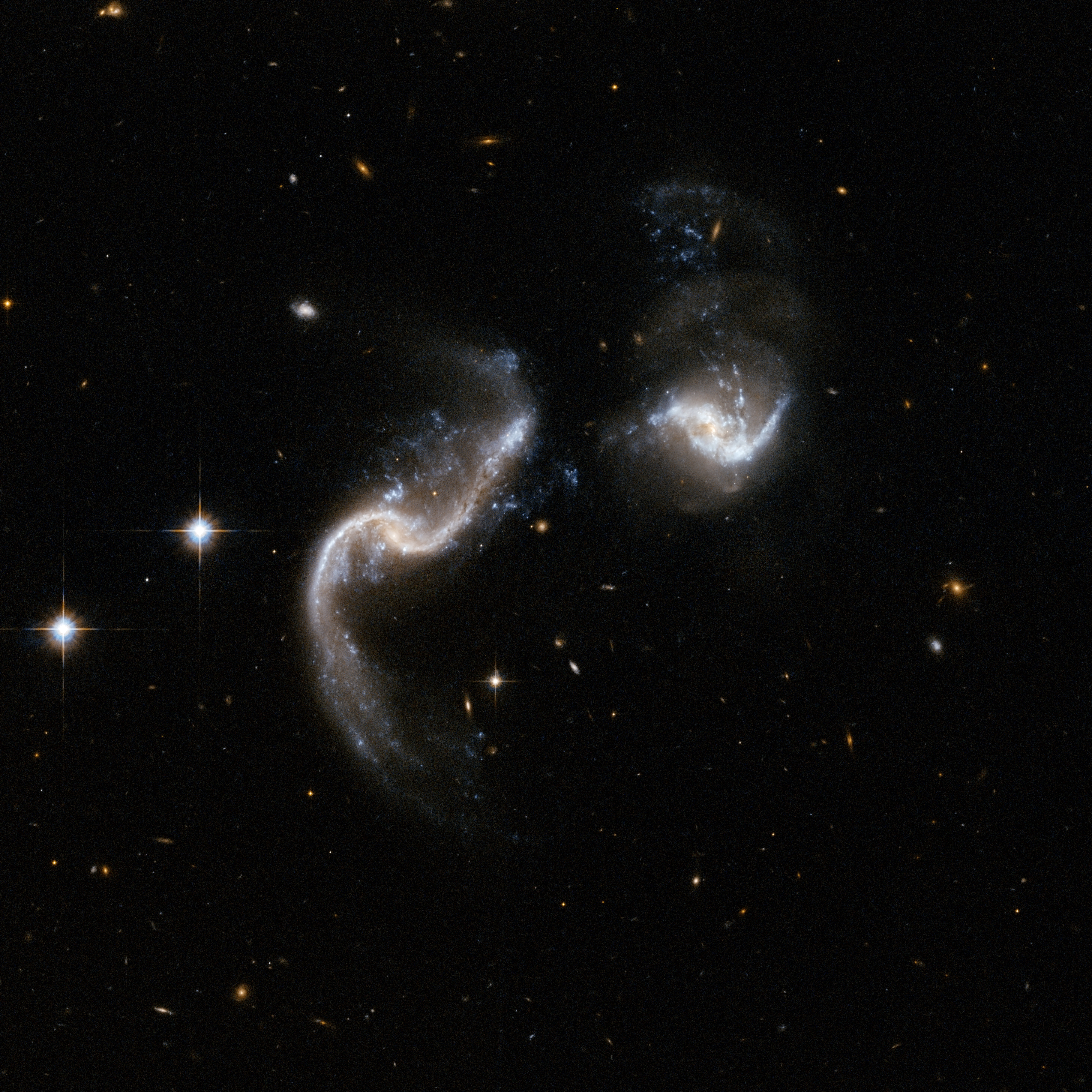
Arp 256(1011,41{\displaystyle L}{\displaystyle _{\odot }}）
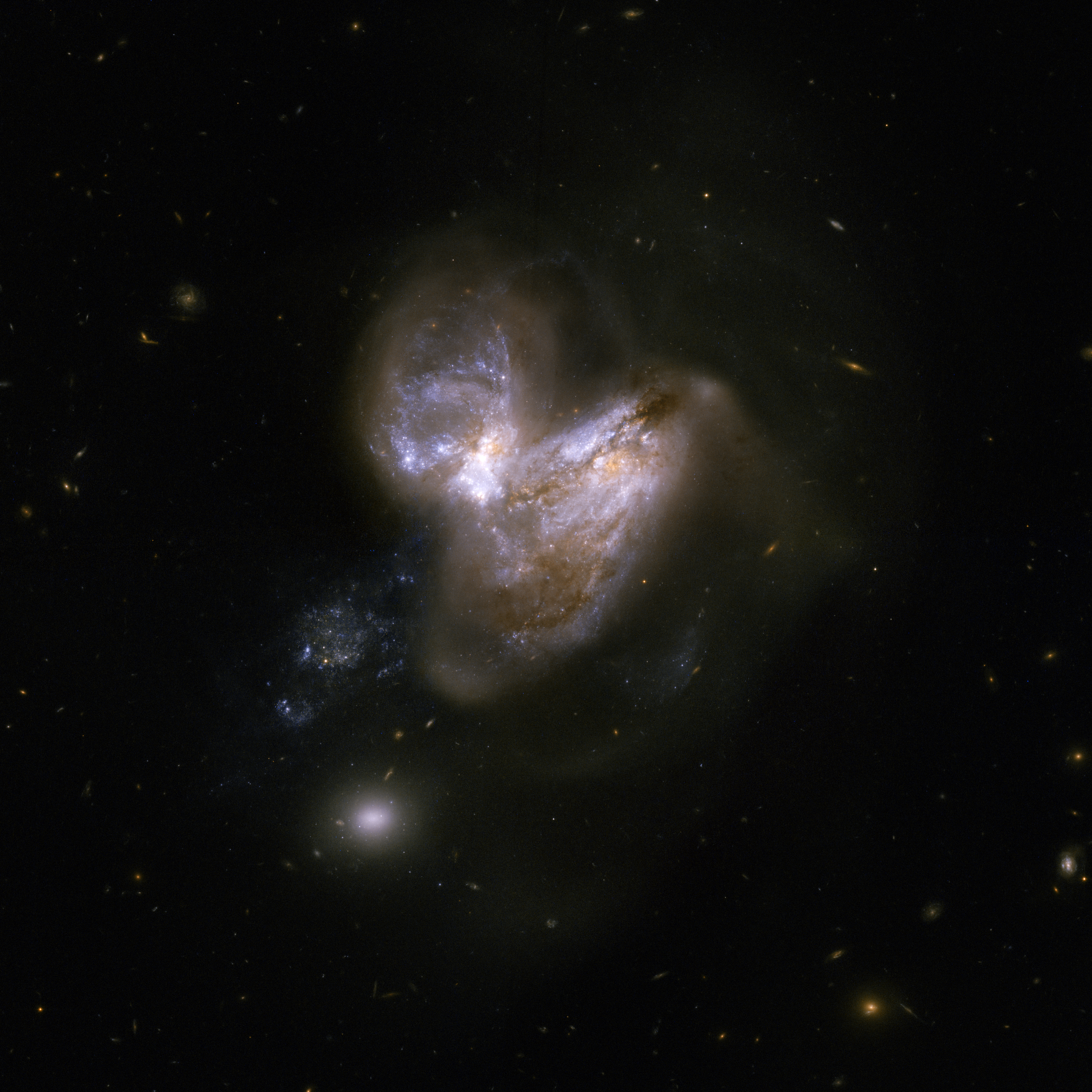
NGC 3690(1011,88{\displaystyle L}{\displaystyle _{\odot }}）

（）内は赤外線光度を表す。数値はRGBSカタログによる。